# 1900-as magyar teniszbajnokság
Az 1900-as magyar teniszbajnokság a hetedik magyar bajnokság volt. A bajnokságot június 7-én rendezték meg Budapesten, a BLTC városligeti pályáján.

## Eredmények
| Versenyszám  | Arany              | Arany | Ezüst            | Ezüst | Bronz                             | Bronz |
| ------------ | ------------------ | ----- | ---------------- | ----- | --------------------------------- | ----- |
| Férfi egyéni | Yolland Arthur MAC |       | Schmid Ödön BLTC |       | Vaniek László BBTEWein Árpád BBTE |       |